# Blanchard (Wisconsin)
Blanchard es un pueblo ubicado en el condado de Lafayette en el estado estadounidense de Wisconsin. En el Censo de 2010 tenía una población de 264 habitantes y una densidad poblacional de 5,83 personas por km².

## Geografía
Blanchard se encuentra ubicado en las coordenadas 42°47′35″N 89°54′4″O / 42.79306, -89.90111. Según la Oficina del Censo de los Estados Unidos, Blanchard tiene una superficie total de 45.32 km², de la cual 45.26 km² corresponden a tierra firme y (0.13%) 0.06 km² es agua.

## Demografía
Según el censo de 2010, había 264 personas residiendo en Blanchard. La densidad de población era de 5,83 hab./km². De los 264 habitantes, Blanchard estaba compuesto por el 99.62% blancos, el 0% eran afroamericanos, el 0% eran amerindios, el 0% eran asiáticos, el 0% eran isleños del Pacífico, el 0.38% eran de otras razas y el 0% pertenecían a dos o más razas. Del total de la población el 1.52% eran hispanos o latinos de cualquier raza.